# (5033) Mistral
(5033) Mistral ist ein Asteroid des Hauptgürtels, der am 15. August 1990 vom belgischen Astronomen Eric Walter Elst am Observatoire de Haute-Provence (IAU-Code 511) im Südosten Frankreichs   entdeckt wurde.
Der Asteroid wurde nach dem französischen Dichter und Linguisten Frédéric Mistral (1830–1914) benannt, der 1904 mit dem Nobelpreis für Literatur ausgezeichnet wurde.